# ʿAbd al-Dschabbār ibn Ahmad
ʿImād al-Dīn Abū l-Hasan ʿAbd al-Dschabbār ibn Ahmad al-Hamadhānī (arabisch عماد الدين ابو الحسن عبد الجبّار بن احمد الهمذاني, DMG ʿImād al-Dīn Abū l-Ḥasan ʿAbd al-Ǧabbār ibn Aḥmad al-Hamaḏānī; geb. zwischen 932 und 937 in Asadābād ca. 50 km westsüdwestlich von Hamadan; gest. 1024) war ein islamischer Kalām-Gelehrter. Er war ein Anhänger der Theologie Abū Hāschim al-Dschubbā'īs (gest. 933) und zu seiner Zeit der bedeutendste Vertreter der muʿtazilitischen Schule von Basra. Von 977 bis 995 bekleidete er das Amt des Ober-Qādīs (Qāḍī l-quḍāt) von Raiy.

## Leben
Nach Ibn al-Murtadā (gest. 1437) erhielt ʿAbd al-Dschabbār zunächst eine Ausbildung in aschʿaritischer Theologie und schafiitischem Fiqh. 957 ging er nach Basra und studierte bei Abū Ishāq Ibn ʿAiyāsch, einem muʿtazilitischen Theologen der bahschamitischen Richtung. Unter seinem Einfluss ging er in der Theologie zur muʿtazilitischen Lehre über. Nach einiger Zeit reiste er nach Bagdad, wo er sich Abū ʿAbdallāh al-Basrī (st. 980), dem führenden Theologen der Bahschamīya, anschloss. 970 begann ʿAbd al-Dschabbār während eines Aufenthaltes in Rāmhormoz mit der Erstellung seines theologischen Hauptwerks mit dem Titel al-Muġnī fī abwāb at-tauḥīd wa-l-ʿadl. Noch bevor er dieses Werk abschließen konnte, wurde er 977 von dem buyidischen Wesir as-Sāhib ibn ʿAbbād (st. 995), der ein Anhänger der Muʿtazila war, zum Oberkadi von Raiy berufen. Nach dem Tod von as-Sāhib ibn ʿAbbād entließ der buyidische Herrscher von Raiy, Fachr al-Daula (st. 997), ʿAbd al-Dschabbār und konfiszierte seine Besitztümer. Die Zeit bis zu seinem Tod verbrachte er mit Unterricht und dem Abfassen von Büchern. ʿAbd al-Dschabbār hatte zahlreiche Schüler. Unter ihnen befand sich auch der zwölfer-schiitische Theologe asch-Schaich al-Mufīd.

## Werke
ʿAbd al-Dschabbār hat mehr als siebzig Werke zur muʿtazilitischen Dogmatik, zur Koranexegese, zum Hadith, zum islamischen Recht und zu anderen Themen abgefasst. Die meisten von ihnen sind verloren. Hierzu gehören:

### al-Muġnī fī abwāb at-tauḥīd wa-l-ʿadl
Al-Muġnī fī abwāb at-tauḥīd wa-l-ʿadl ("Summa über die Themen des Tauhīd und der Gerechtigkeit") ist ein 20-bändiges dogmatisches Werk, das ʿAbd al-Dschabbār zwischen 970 und 990 diktierte. Es wurde erst 1950/51 von einem Team ägyptischer Gelehrter in einer Moschee in Sanaa wiederentdeckt, ist allerdings unvollständig. Die einzelnen Bände behandeln die die folgenden Themen: 4. das Sehen Gottes (ruʾyat al-bārī), 5. die nicht-islamischen Sekten (al-firaq ġair al-Islāmīya), 6. die göttliche Gerechtigkeit und Ungerechtigkeit (taʿdīl wa-t-taǧwīr), der göttliche Wille (al-irāda), 7. die Erschaffenheit des Korans (ḫalq al-Qurʾān), 8. das Erschaffene (al-maḫlūq), 9. die Erzeugung (taulīd) der Handlung durch den Menschen, 11.  die Belastung (taklīf) des Menschen mit den religiösen Pflichten, 12. vernunftbasierte Betrachtung und Erkenntnisse (an-naẓar wa-l-maʿārif), 13. der göttliche Gnadenerweis (luṭf), durch den der Mensch zum Guten geführt wird, 14. die Frage der Verpflichtung Gottes zum Besten (al-aṣlaḥ) und die vernunftbasierte Verpflichtung (taklīf ʿaqlī), 15. Prophezeiungen und Wunder (tanabbuʾāt wa-muʿǧizāt), 16. der Iʿdschāz ("Unnachahmlichkeit, Wundercharakter") des Korans, 17. die religionsgezetzlichen Bestimmungen (aš-šarʿīyāt), 20. das Imamat.
J. R. T. M. Peters, der sich eingehender mit der Struktur des Werks beschäftigt hat, kommt zu dem Schluss, dass die ersten 14 Bände den muʿtazilitischen Hauptprinzipien tauḥīd und ʿadl gewidmet sind (Band 1–5 tauḥīd, Band 6–14 ʿadl) und die übrigen dem offenbarten Wissen.

### Weitere Werke
- Kitāb al-Uṣūl al-ḫamsa. In diesem sehr kurzen Werk, das nur in einer Handschrift aus der Vatikanbibliothek überliefert ist,[10] gibt ʿAbd al-Dschabbār eine Einführung in die fünf Hauptprinzipien der muʿtazilitischen Theologie nach Art einer Bekenntnisschrift.[11] Zwischen 970 und 990 verfasste er einen eigenen Kommentar zu diesem Werk. Dieses Werk mit dem Titel Šarḥ al-Uṣūl al-ḫamsa hat sich jedoch nicht erhalten. Die angebliche Ausgabe von ʿAbd al-Karīm ʿUthmān (Kairo: Maktabat al-Wahba 1965) ist in Wirklichkeit die Mitschrift einer Vorlesung des zaiditischen Gelehrten Mānkdīm Schaschdīw (st. 1034) über ʿAbd al-Dschabbārs Kommentar.[12]
- Taṯbīt dalāʾil an-nubūwa, im Jahre 995 abgefasste Abhandlung über die Beweise für Mohammeds Prophetentum, in der die Argumente derjenigen nicht-muslimischen Gruppen, die dieses zurückweisen (Christen, Juden u. a.), widerlegt werden. Das Werk wurde 1966 in Beirut von ʿAbd al-Karīm ʿUthmān in zwei Bänden ediert.
- Faḍl al-iʿtizāl wa-ṭabaqāt al-Muʿtazila wa-mubāyanatu-hum li-sāʾir al-muḫālifīn, Abhandlung über den Vorrang der muʿtazilitischen Lehre, die Klassen der Muʿtazila und den Unterschied ihrer Lehre gegenüber abweichenden Lehren. Das Werk wurde 1974 in Tunis von Fu'ād Saiyid ediert.[13] Eine seiner wichtigsten Vorlagen war das Kitāb al-Maṣābīḥ von Muhammad ibn Yazdād.[14]
- al-Muḥīṭ bi-t-taklīf, Abhandlung über die Belastung des Menschen mit den religiösen Pflichten. Dieses Werk, das ʿAbd al-Dschabbār wahrscheinlich nach 992, dem Jahr der Vollendung des Muġnī verfasste, existiert nur in der Version seines Schülers Abū Muḥammad al-Ḥasan ibn Aḥmad Ibn Mattawaih. Diese Version mit dem Titel Al-Maǧmūʿ fī-l-Muḥīṭ bi-t-taklīf wurde von J. J. Houben unter diesem Titel in Beirut und von ʿUmar as-Saiyid Ḥazmī unter dem Titel al-Muḥīṭ bi-t-taklīf in Kairo ediert. Beide Ausgaben erschienen im selben Jahr 1965. Bisher ist von beiden Ausgaben nur der erste der vier Bände erschienen, der die Abhandlung über den Tauhīd und einen Teil der Abhandlung über Gottes Gerechtigkeit (ʿadl) enthält.[6]
- Naqd al-Lumaʿ, Widerlegung von Abū l-Hasan al-Aschʿarīs Kitāb al-Lumaʿ.[15]
- Kitāb al-ʿUmad, Ein Werk über Usūl al-fiqh.[16]
- Šarḥ al-Ǧāmiʿ aṣ-ṣaġīr, ein Kommentar zu Abū Hāschim al-Dschubbā'īs al-Ǧāmiʿ aṣ-ṣaġīr.[16]
- Zu den Werken, die ʿAbd al-Dschabbār ibn Ahmad selbst in seinem al-Muġnī erwähnt, gehört der Teil eines Šarḥ Adab al-Ǧadal. Der Titel deutet darauf hin, dass es sich um einen Kommentar zu einem Werk über die Regeln des Dschadal handelt. Es ist aber nicht klar, wer der Autor dieses Buchs mit dem Titel Adab al-Ǧadal war.[17]
- Ibn al-Murtadā[18] erwähnt Werke von ʿAbd al-Dschabbār, die Antworten auf ihm gestellte Fragen enthalten und nach Städten benannt sind, beispielsweise ar-Rāzīyāt nach Raiy, al-ʿAskarīyāt nach ʿAskar Mukram und an-Nīsābūrīyāt nach Nischapur. Sie wurden wahrscheinlich deswegen so betitelt, weil die Fragen von den Einwohnern dieser Städte gestellt wurden.[17]

## Lehre

### Die fünf Hauptprinzipien
ʿAbd al-Dschabbār legte die muʿtazilitische Lehre auf fünf Hauptprinzipien fest:
1. at-Tauhīd („Einheitsbekenntnis“)
2. al-ʿAdl („die Gerechtigkeit [Gottes]“)
3. al-Waʿd wa al-waʿīd („Göttliches Heilsversprechen und göttliche Strafandrohung“)
4. al-Manzila baina l-manzilatain ("Die Zwischenstufe [für den Todsünder]")
5. al-Amr bi-l maʿrūf wa-n-nahy ʿan al-munkar (Das Rechte gebieten und das Verwerfliche verbieten)

Die drei letztgenannten Prinzipien lassen sich seiner Meinung nach wiederum aus den beiden erstgenannten Prinzipien des Einheitsbekenntnisses und der göttlichen Gerechtigkeit ableiten.

### Das Wesen Gottes
Gott wird von ʿAbd al-Dschabbār negativ definiert als etwas, das weder Substanz noch Gegenstand, Akzidens oder Substrat ist. Hinsichtlich der göttlichen Attribute unterscheidet er zwischen essentiellen und aktiven Attributen. Die aktiven Attribute (ṣifāt al-fiʿl) wie das Wollen und die Rede sieht er nicht als anfangsewig an. Besonders die Erschaffenheit des Korans als der spezifisch göttlichen Rede ist für ihn eine zentrale Lehrauffassung. ʿAbd al-Dschabbār negiert wie andere Muʿtaziliten die Möglichkeit, Gott zu sehen, mit der Begründung, dass sich Gott nicht auf einen Ort beschränke.
Das muʿtazilitische Prinzip der göttlichen Gerechtigkeit impliziert für ihn, dass keine der Handlungen Gottes böse ist. Schmerz und Leiden, die der Mensch im Diesseits erlebt, sind für ihn von Nutzen, weil sie eine Belohnung im Jenseits nach sich ziehen. Nach ʿAbd al-Dschabbārs Vorstellung nehmen nicht nur Menschen an der Auferstehung teil, sondern alle Lebewesen, die ein Anrecht auf Kompensation ihres Leidens im Diesseits erworben haben.
Die religiösen Pflichten hat Gott den Menschen deswegen auferlegt, damit sie eine Gelegenheit haben, sich eine Belohnung im Jenseits zu verdienen. Die Motivation des Gläubigen, seine Pflicht zu erfüllen, kommt nach seiner Vorstellung durch göttlichen Gnadenerweis (luṭf). Wenn er diese Hilfe nicht leisten würde, wäre er ungerecht, was nach ʿAbd al-Dschabbār unvorstellbar wäre. Diese Lehrauffassung ist rezipiertes Gedankengut von Bischr ibn al-Muʿtamir. ʿAbd al-Dschabbār betont sehr stark die Eigenverantwortlichkeit des Menschen. Von Bischr ibn al-Muʿtamir wiederum hat er hierbei die Lehre von der "Erzeugung" (taulīd) der Geschehensketten durch das Handeln des Menschen übernommen. Sie impliziert, dass der Mensch auch für alle indirekten Folgen seiner Handlungen verantwortlich sei.

### Kausalität
ʿAbd al-Dschabbār bekräftigt allgemein das Gesetz der Kausalität, doch kennt er auch das Prinzip göttlicher Gewohnheit (ʿāda), die wechseln kann. Krankheiten, Schmerzen und alle anderen Formen von Leid werden ihm zufolge durch eben solche wechselnde Gewohnheit Gottes hervorgebracht.

### Die islamischen Rechtsquellen: Hadith und Idschmāʿ
Nach ʿAbd al-Dschabbārs Definition ist die Sunna der Befehl des Propheten, der fortwährend ausgeführt werden muss, oder seine Handlung, die kontinuierlich befolgt werden muss. Dieser Name soll aber nur für das gelten, was als Aussage oder Handlung des Propheten erwiesen ist. Das, was als Berichte einzelner (aḫbār al-āḥād) überliefert werde, werde, wenn es die Bedingungen der Vertrauenswürdigkeit erfülle, werde zwar gemäß dem üblichen Sprachgebrauch (ʿalā waǧh at-taʿāruf) Sunna genannt. Nach ʿAbd al-Dschabbār ist es jedoch schimpflich (yaqbuḥ), wo eine Aussage oder Handlung als Sunna zu bezeichnen, weil man kein definitives Wissen darüber habe und so nicht davor sicher sei, diesbezüglich ein Lügner zu sein. Daher sei es von der Vernunft her beim Bericht des einzelnen (ḫabar al-wāḥid) nicht zulässig, zu sagen: „Der Prophet hat definitiv gesagt“, sondern nur „Es wird vom Propheten berichtet“.
Für ʿAbd al-Dschabbār sind die meisten Hadithe somit aufgrund rationaler Überlegungen unsicher. Er lehnt den von einzelnen überlieferten Hadith an sich selbst ab, sondern aus der Überzeugung, dass viele Traditionen dieser Art unecht sind und ihre Überlieferer aufgrund ihrer Nachlässigkeit und ihres Mangels an Verständnis nicht verlässlich sind. Die Idschmāʿ akzeptiert ʿAbd al-Dschabbār als Argument im Bereich des islamischen Religionsrechts.

## Belege
1. ↑  Elkaisy-Friemuth: God and humans in Islamic thought: ʿAbd al-Jabbār, Ibn Sīnā and al-Ghazālī. 2006, S. 21.
2. ↑  Abrahamov: ʿAbd al-Jabbār’s theory of divine assistance (luṭf). 1993, 43.
3. ↑  Ibn al-Murtaḍā: Kitāb Ṭabaqāt al-Muʿtazila. 1961, S. 112.
4. ↑  Vgl. Hemskeerk in EI³.
5. ↑  Vgl. die Liste seiner Werke in ʿAbd al-Karīm ʿUthmāns Edition von Mānkdīm Schaschdīws Šarḥ al-Uṣūl al-ḫamsa. Maktabat al-Wahba, Kairo, 1965. S. 20–23. Digitalisat und die Ergänzungen bei Heemskerk: Suffering in the Muʿtazilite theology. 2000, S. 36.
6. 1 2  Peters: God’s created speech. A study in the speculative theology of the Muʿtazilî Qâḍî l-quḍât Abūl-Ḥasan ʿAbd al-Jabbâr ibn Aḥmad al-Hamadânî. 1976, S. 14.
7. ↑  Heemskerk: Suffering in the Muʿtazilite theology. ʿAbd al-Jabbār’s teaching on pain and divine justice. 2000, S. 2f.
8. ↑  Peters: God’s created speech. A study in the speculative theology of the Muʿtazilî Qâḍî l-quḍât Abūl-Ḥasan ʿAbd al-Jabbâr ibn Aḥmad al-Hamadânî. 1976, S. 33.
9. ↑  Peters: God’s created speech. A study in the speculative theology of the Muʿtazilî Qâḍî l-quḍât Abūl-Ḥasan ʿAbd al-Jabbâr ibn Aḥmad al-Hamadânî. 1976, S. 34f.
10. ↑  Vgl. Heemskerk: Suffering in the Muʿtazilite theology. 2000, S. 46.
11. ↑  Der arabische Text wird bei Gimaret 79-96 wiedergegeben. Eine englische Übersetzung liefern Richard C. Martin und Mark W. Woodward in ihrem Buch Defenders of Reason in Islam. Muʿtazilism from Medieval School to Modern Symbol. Oxford: Oneworld Publ. 1997. S. 90–115.
12. ↑  Heemskerk: Suffering in the Muʿtazilite theology. 2000, S. 3–5.
13. ↑  Das Digitalisat ist hier abrufbar.
14. ↑  Vgl. Josef van Ess: Der Eine und das Andere: Beobachtungen an islamischen häresiographischen Texten. Bd. I. Walter de Gruyter, Berlin, 2011. S. 390–393.
15. ↑  Heemskerk: Suffering in the Muʿtazilite theology. ʿAbd al-Jabbār’s teaching on pain and divine justice. 2000, S. 38.
16. 1 2  Heemskerk: Suffering in the Muʿtazilite theology. ʿAbd al-Jabbār’s teaching on pain and divine justice. 2000, S. 39.
17. 1 2  Heemskerk: Suffering in the Muʿtazilite theology. ʿAbd al-Jabbār’s teaching on pain and divine justice. 2000, S. 47.
18. ↑  Ibn al-Murtaḍā: Kitāb Ṭabaqāt al-Muʿtazila. 1961, S. 113.
19. ↑  Vgl. dazu die Studie von Peters.
20. ↑  Vgl. al-Muġnī fī abwāb at-tauḥīd wa-l-ʿadl. 4. Bd. Ruʾyat al-bārī. Kairo: Wizārat aṯ-Ṯaqāfa wa-ʾl-Irs̆ād al-Qaumī 1965. S. 42.
21. ↑  Vgl. Hemskeerk in EI³.
22. ↑  Vgl. Heemskerk 2000.
23. ↑  Vgl. Heemskerk in EI³.
24. ↑  Abrahamov: ʿAbd al-Jabbār’s theory of divine assistance (luṭf). 1993, 41–43.
25. ↑  Vgl. dazu den Aufsatz von Hecker.
26. ↑  Vgl. Ayman Shabana: Custom in Islamic law and theory: the development of the concepts of ʿurf and ʿādah in the Islamic legal tradition. New York 2010. S. 60–63.
27. ↑  Vgl. Heemskerk in EI³.
28. ↑  ʿAbd al-Ǧabbār ibn Aḥmad: Faḍl al-iʿtizāl wa-ṭabaqāt al-Muʿtazila. Ed. Fuʾād Saiyid. Tunis 1974. S. 185f.
29. ↑  Binyamin Abrahamov: Islamic theology: traditionalism and rationalism. Edinburgh University Press, Edinburgh 1998. S. 45f.
30. ↑  Abd al-Ǧabbār: al-Muġnī fī abwāb at-tauḥīd wa-l-ʿadl. Kairo 1962. Bd. XVII, S. 160ff. Digitalisat

| Personendaten    | Personendaten                                                                          |
| ---------------- | -------------------------------------------------------------------------------------- |
| NAME             | ʿAbd al-Dschabbār ibn Ahmad                                                            |
| ALTERNATIVNAMEN  | ʿImād al-Dīn Abū l-Hasan ʿAbd al-Dschabbār ibn Ahmad al-Hamadhānī (vollständiger Name) |
| KURZBESCHREIBUNG | muʿtazilitischer Theologe                                                              |
| GEBURTSDATUM     | zwischen 932 und 937                                                                   |
| GEBURTSORT       | Asadābād                                                                               |
| STERBEDATUM      | 1024                                                                                   |